# Down Argentine Way
Down Argentine Way is een Amerikaanse film uit 1940 onder regie van Irving Cummings. De film werd drie keer genomineerd voor een oscar, maar won er geen. Alice Faye zou de hoofdrol spelen in de film. De rol ging uiteindelijk naar Betty Grable. Deze film werd Grables doorbraak.

## Verhaal
Ricardo Quintana is de charmante zoon van een paardenfokker. Hij wordt verliefd op de rijke Amerikaanse Glenda Crawford. Hun relatie wordt echter niet goedgekeurd en zijn gedwongen elkaar niet meer te zien.

## Galerij

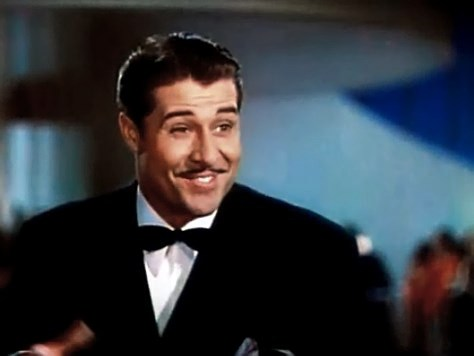
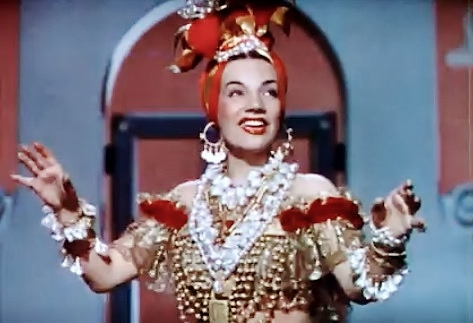
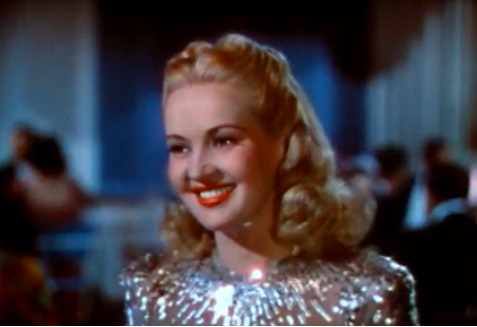

## Rolverdeling
| Acteur              | Personage        |
| ------------------- | ---------------- |
| Betty Grable        | Glenda Crawford  |
| Don Ameche          | Ricardo Quintana |
| Carmen Miranda      | Carmen Miranda   |
| Charlotte Greenwood | Binnie Crawford  |
| J. Carrol Naish     | Casiano          |
| Leonid Kinskey      | Tito Acuna       |